# Isertia haenkeana
Isertia haenkeana är en måreväxtart som beskrevs av Dc.. Isertia haenkeana ingår i släktet Isertia och familjen måreväxter.

## Underarter
Arten delas in i följande underarter:
- I. h. haenkeana
- I. h. mirandensis